# Lomographa pollentiaria
Lomographa pollentiaria är en fjärilsart som beskrevs av Charles Oberthür 1923. Lomographa pollentiaria ingår i släktet Lomographa och familjen mätare. Inga underarter finns listade i Catalogue of Life.